# Tearce
Tearce (macedónul Теарце) az azonos nevű község székhelye Észak-Macedóniában.

## Történelme
A településen vette kezdetét 2001-ben a macedóniai háború. Január 22-én albán lázadók megöltek egy rendőrt, három másikat pedig megsebesítettek.

## Népesség
Tearcenek 2002-ben 3 974 lakosa volt, melyből 2 310 albán, 1 085 macedón, 512 török, 54 cigány, 4 szerb, 9 egyéb.
Tearce községnek 2002-ben 22 454 lakosa volt, melyből 18 950 albán (84,4%), 2 739 macedón (12,2%), 516 török, 249 egyéb.

## A községhez tartozó települések
- Tearce
- Brezno (Tearce),
- Varvara (Tearce),
- Glogyi,
- Dobroste,
- Jelosnik,
- Lesok,
- Neprosteno,
- Nerasne,
- Odri,
- Prvce,
- Prsovce,
- Szlatino (Tearce).